# Le Liquidateur (film, 1965)
Pour les articles homonymes, voir Le Liquidateur.
Pour plus de détails, voir Fiche technique et Distribution.
Le Liquidateur (The Liquidator) est un film britannique réalisé par Jack Cardiff, sorti en 1965.

## Synopsis
Baby Oakes est contacté par les services secrets pour accomplir une mission impitoyable : éliminer tous les suspects appartenant auxdits services. Mais il n'est qu'un amateur et éprouve quelques difficultés à tuer. Son enquête n'a pas fini de le surprendre.

## Fiche technique
- Titre français : Le Liquidateur
- Titre original : The Liquidator
- Réalisation : Jack Cardiff, assisté de Brian W. Cook (non crédité)
- Scénario : Peter Yeldham, d'après le roman de John Gardner, The Liquidator
- Musique : Lalo Schifrin, chanson du générique intitulée The Liquidator interprétée par Shirley Bassey
- Photographie : Edward Scaife
- Montage : Ernest Walter
- Décors : John Blezard
- Costumes : Joan Bridge et Elizabeth Haffenden
- Production : Jon Penington
- Société de production et de distribution : Metro-Goldwyn-Mayer
- Pays :  Royaume-Uni
- Langue : Anglais
- Format : Noir et Blanc et Couleur - Mono - 35 mm - 2.35:1
- Genre : Comédie, action, espionnage et thriller
- Durée : 105 minutes
- Dates de sortie :
  - novembre 1965, Royaume-Uni
  - 30 septembre 1966, Allemagne de l'Ouest
  - 28 octobre 1966, États-Unis

## Distribution
- Rod Taylor (VF : Jean-Louis Jemma) : Brian Ian 'Baby' Oakes
- Trevor Howard (VF : William Sabatier) : Mostyn
- Jill St John (VF : Nadine Alari) : Iris
- Wilfrid Hyde-White (VF : Gérard Férat) : Le chef
- David Tomlinson (VF : Roger Tréville) : Quadrant
- Akim Tamiroff (VF : Serge Nadaud) : Sheriek
- Eric Sykes (VF : Jacques Thébault) : Griffen
- Gabriella Licudi (VF : Michèle Bardollet) : Corale
- John Le Mesurier (VF : Michel Gudin) : Chekhov
- Derek Nimmo : Moustique
- Daniel Emilfork (VF : lui-même) : Gregory
- Henri Cogan : Yakov
- Tony Wright : Flying control
- Jennifer Jayne (VF : Joëlle Janin) : Janine Benedict
- Colin Gordon (VF : Jean-Henri Chambois) : Le révérend
- Richard Wattis (VF : René Bériard) : L'instructeur de vol
- David Langton (VF : Jacques Beauchey) : Le commandant de la station